# FIS Team Tour 2010
De FIS Team Tour 2010 ging van start op 29 januari met de kwalificatiewedstrijd in Oberstdorf en eindigde op 7 februari in Willingen. Het was de tweede editie van het toernooi voor landenteams dat deel uitmaakt van de wereldbeker schansspringen 2009/2010. Oostenrijk volgde Noorwegen op als eindwinnaar.
De FIS Team Tour bestaat uit vijf wedstrijden: drie individuele en twee teamwedstrijden. Alle punten die een land haalt in een teamwedstrijd tellen voor het klassement. Daarbij worden uit de individuele wedstrijden de punten van de beste twee schansspringers per land opgeteld om het eindklassement te berekenen.
Voor het eerst worden in de wereldbeker ook de zogenaamde wind/gate-factoren gebruikt. Daarbij krijgen atleten meer of minder punten naargelang de startgate of de windomstandigheden. Deze formule werd al bij de Grand Prix schansspringen uitgestest en moet voor een eerlijker wedstrijdverloop zorgen.

## Programma
| Datum      | Uur   | Plaats      | Schans                       | Schansrecord             | Detail                             |
| ---------- | ----- | ----------- | ---------------------------- | ------------------------ | ---------------------------------- |
| 29/01/2010 | 14.00 | Oberstdorf  | Heini Klopfer Skivliegschans | 225,5 m Harri Olli       | Kwalificatie individuele wedstrijd |
| 30/01/2010 | 14.00 | Oberstdorf  | Heini Klopfer Skivliegschans | 225,5 m Harri Olli       | Teamwedstrijd                      |
| 31/01/2010 | 14.00 | Oberstdorf  | Heini Klopfer Skivliegschans | 225,5 m Harri Olli       | Individuele wedstrijd              |
| 02/02/2010 | 17.00 | Klingenthal | Vogtland Arena               | 144 m Sergej Maslennikov | Kwalificatie individuele wedstrijd |
| 03/02/2010 | 17.20 | Klingenthal | Vogtland Arena               | 144 m Sergej Maslennikov | Individuele wedstrijd              |
| 05/02/2010 | 17.50 | Willingen   | Mühlenkopfschanze            | 152 m Janne Ahonen       | Kwalificatie individuele wedstrijd |
| 06/02/2010 | 16.00 | Willingen   | Mühlenkopfschanze            | 152 m Janne Ahonen       | Individuele wedstrijd              |
| 07/02/2010 | 14.30 | Willingen   | Mühlenkopfschanze            | 152 m Janne Ahonen       | Teamwedstrijd                      |

## Resultaten

### Oberstdorf

#### Teamwedstrijd
| #  | Land       | Atleten               | Sprongen             | Puntentotaal |
| -- | ---------- | --------------------- | -------------------- | ------------ |
| 1. | Oostenrijk | Martin Koch           | 214,5 - 206,5 m      | 1560,4       |
| 1. | Oostenrijk | Andreas Kofler        | 211,0 - 196,5 m      | 1560,4       |
| 1. | Oostenrijk | Wolfgang Loitzl       | 187,5 - 206,0 m      | 1560,4       |
| 1. | Oostenrijk | Gregor Schlierenzauer | 203,5 - 169,5 m      | 1560,4       |
| 2. | Noorwegen  | Johan Remen Evensen   | 211,0 - 209,0 m      | 1539,2       |
| 2. | Noorwegen  | Tom Hilde             | 187,5 - 185,0 m      | 1539,2       |
| 2. | Noorwegen  | Anders Jacobsen       | 197,5 - 217,5 m      | 1539,2       |
| 2. | Noorwegen  | Bjørn Einar Romøren   | 190,5 - 203,5 m      | 1539,2       |
| 3. | Finland    | Matti Hautamäki       | 201,5 - 205,5 m      | 1505,3       |
| 3. | Finland    | Kalle Keituri         | 202,5 - 194,0 m      | 1505,3       |
| 3. | Finland    | Janne Ahonen          | 197,5 - 195,0 m      | 1505,3       |
| 3. | Finland    | Harri Olli            | 183,5 - 212,5 m      | 1505,3       |
| 4. | Duitsland  | Michael Neumayer      | 216,5 - 198,0 m      | 1420,9       |
| 4. | Duitsland  | Maximilian Mechler    | 182,0 - 163,5 m      | 1420,9       |
| 4. | Duitsland  | Severin Freund        | 177,5 - 186,5 m      | 1420,9       |
| 4. | Duitsland  | Michael Uhrmann       | 195,0 - 201,5 m      | 1420,9       |
| 5. | Slovenië   | Jurij Tepes           | 176,5 - 187,5 m      | 1405,5       |
| 5. | Slovenië   | Primoz Pikl           | 183,5 - 182,5 m      | 1405,5       |
| 5. | Slovenië   | Jernej Damjan         | 189,5 - 183,5 m      | 1405,5       |
| 5. | Slovenië   | Robert Kranjec        | 207,0 - 226,0 m (SR) | 1405,5       |
| 6. | Tsjechië   | Borek Sedlak          | 200,5 - 208,0 m      | 1343,2       |
| 6. | Tsjechië   | Ondrej Vaculik        | 145,0 - 153,5 m      | 1343,2       |
| 6. | Tsjechië   | Jan Matura            | 181,0 - 194,5 m      | 1343,2       |
| 6. | Tsjechië   | Antonin Hajek         | 194,5 - 193,5 m      | 1343,2       |
| 7. | Polen      | Lukas Rutkowski       | 172,5 - 187,5 m      | 1286,0       |
| 7. | Polen      | Jakub Kot             | 173,5 - 154,5 m      | 1286,0       |
| 7. | Polen      | Marcin Bachleda       | 178,0 - 164,0 m      | 1286,0       |
| 7. | Polen      | Adam Małysz           | 195,5 - 202,5 m      | 1286,0       |
| 8. | Japan      | Shuji Endo            | 173,5 - 181,0 m      | 1153,6       |
| 8. | Japan      | Akira Higashi         | 153,0 - 167,5 m      | 1153,6       |
| 8. | Japan      | Kazuya Yoshioka       | 175,0 - 176,5 m      | 1153,6       |
| 8. | Japan      | Yuta Watase           | 144,5 - 154,0 m      | 1153,6       |

#### Individuele wedstrijd
In onderstaande uitslag is de top tien van de wedstrijd opgenomen omdat het om een wedstrijd gaat die ook meetelt voor de individuele wereldbeker, daarenboven zijn ook per land dat in de teamwedstrijd van gisteren tot de top acht behoorde de twee atleten opgenomen van wie de punten meetellen voor het klassement van de FIS Team Tour.
| #   | Atleet                | Land | Sprongen        | Puntentotaal |
| --- | --------------------- | ---- | --------------- | ------------ |
| 1.  | Anders Jacobsen       | NOR  | 213,5 - 210,0 m | 426,7        |
| 2.  | Robert Kranjec        | SLO  | 202,5 - 214,0 m | 418,1        |
| 3.  | Johan Remen Evensen   | NOR  | 217,5 - 200,5 m | 416,2        |
| 4.  | Simon Ammann          | SUI  | 203,5 - 210,5 m | 415,2        |
| 5.  | Martin Koch           | AUT  | 200,0 - 209,5 m | 406,7        |
| 6.  | Adam Małysz           | POL  | 206,5 - 197,5 m | 404,6        |
| 7.  | Gregor Schlierenzauer | AUT  | 197,0 - 192,5 m | 386,5        |
| 8.  | Antonin Hajek         | CZE  | 195,5 - 204,0 m | 380,4        |
| 9.  | Michael Uhrmann       | GER  | 186,5 - 197,5 m | 380,2        |
| 10. | Wolfgang Loitzl       | AUT  | 188,5 - 193,0 m | 375,6        |
| 11. | Janne Ahonen          | FIN  | 190,0 - 190,5 m | 373,4        |
| 13. | Michael Neumayer      | GER  | 195,0 - 199,0 m | 365,2        |
| 14. | Borek Sedlak          | CZE  | 203,5 - 186,0 m | 354,4        |
| 15. | Matti Hautamäki       | FIN  | 193,5 - 194,0 m | 353,8        |
| 21. | Jurij Tepes           | SLO  | 196,5 - 180,5 m | 328,4        |
| 30. | Kazuya Yoshioka       | JPN  | 185,5 - 164,0 m | 293,2        |
| 35. | Jakub Kot             | POL  | 182,5 m         | 152,4        |
| 38. | Yuta Watase           | JPN  | 180,5 m         | 147,2        |

#### Tussenstand na twee wedstrijden
| #  | Land       | Puntentotaal |
| -- | ---------- | ------------ |
| 1. | Noorwegen  | 2382,1       |
| 2. | Oostenrijk | 2353,6       |
| 3. | Finland    | 2232,5       |
| 4. | Duitsland  | 2166,3       |
| 5. | Slovenië   | 2152,0       |
| 6. | Tsjechië   | 2078,0       |
| 7. | Polen      | 1843,0       |
| 8. | Japan      | 1594,0       |

### Klingenthal

#### Individuele wedstrijd
In onderstaande uitslag is de top tien van de wedstrijd opgenomen omdat het om een wedstrijd gaat die ook meetelt voor de individuele wereldbeker, daarenboven zijn ook per land dat in de teamwedstrijd van gisteren tot de top acht behoorde de twee atleten opgenomen van wie de punten meetellen voor het klassement van de FIS Team Tour.
| #   | Atleet                | Land | Sprongen        | Puntentotaal |
| --- | --------------------- | ---- | --------------- | ------------ |
| 1.  | Simon Ammann          | SUI  | 133,0 - 134,0 m | 263,9        |
| 2.  | Adam Małysz           | POL  | 130,5 - 134,0 m | 257,2        |
| 3.  | Gregor Schlierenzauer | AUT  | 129,0 - 129,5 m | 245,4        |
| 4.  | Wolfgang Loitzl       | AUT  | 126,0 - 130,0 m | 241,2        |
| 5.  | David Zauner          | AUT  | 126,5 - 131,5 m | 237,3        |
| 6.  | Andreas Kofler        | AUT  | 118,5 - 130,0 m | 228,8        |
| 7.  | Anders Jacobsen       | NOR  | 121,5 - 127,0 m | 225,2        |
| 8.  | Robert Kranjec        | SLO  | 121,5 - 127,0 m | 223,3        |
| 9.  | Michael Uhrmann       | GER  | 119,0 - 127,0 m | 222,8        |
| 10. | Michael Neumayer      | GER  | 124,5 - 123,5 m | 216,2        |
| 12. | Fumihisa Yumoto       | JPN  | 119,5 - 124,0 m | 213,3        |
| 14. | Jernej Damjan         | SLO  | 126,0 - 119,5 m | 209,8        |
| 15. | Jakub Janda           | CZE  | 115,5 - 122,5 m | 205,2        |
| 16. | Jan Matura            | CZE  | 121,5 - 119,0 m | 203,8        |
| 17. | Tom Hilde             | NOR  | 116,5 - 123,0 m | 202,3        |
| 22. | Grzegorz Miętus       | POL  | 125,0 - 115,0   | 196,1        |
| 25. | Kalle Keituri         | FIN  | 114,5 - 115,5 m | 189,6        |
| 26. | Olli Muotka           | FIN  | 118,5 - 116,0 m | 188,4        |
| 29. | Akira Higashi         | JPN  | 118,5 - 115,5 m | 183,3        |

#### Tussenstand na drie wedstrijden
| #  | Land       | Puntentotaal |
| -- | ---------- | ------------ |
| 1. | Oostenrijk | 2840,2       |
| 2. | Noorwegen  | 2809,6       |
| 3. | Finland    | 2610,5       |
| 4. | Duitsland  | 2605,3       |
| 5. | Slovenië   | 2585,1       |
| 6. | Tsjechië   | 2487,0       |
| 7. | Polen      | 2296,3       |
| 8. | Japan      | 1990,6       |

### Willingen

#### Individuele wedstrijd
In onderstaande uitslag is de top tien van de wedstrijd opgenomen omdat het om een wedstrijd gaat die ook meetelt voor de individuele wereldbeker, daarenboven zijn ook per land dat in de teamwedstrijd van gisteren tot de top acht behoorde de twee atleten opgenomen van wie de punten meetellen voor het klassement van de FIS Team Tour. Polen, dat na drie wedstrijden zevende stond in dat klassement trad met slechts één atleet aan in de voorlaatste wedstrijd: Grzegorz Miętus.
| #   | Atleet                | Land | Sprongen        | Puntentotaal |
| --- | --------------------- | ---- | --------------- | ------------ |
| 1.  | Gregor Schlierenzauer | AUT  | 142,5 - 137,5 m | 273,7        |
| 2.  | Anders Jacobsen       | NOR  | 139,0 - 138,5 m | 269,0        |
| 3.  | Michael Neumayer      | GER  | 140,5 - 141,0 m | 264,5        |
| 4.  | Thomas Morgenstern    | AUT  | 139,0 - 134,5 m | 260,3        |
| 5.  | Tom Hilde             | NOR  | 138,0 - 139,0 m | 260,2        |
| 6.  | Michael Hayböck       | AUT  | 139,0 - 140,5 m | 257,6        |
| 7.  | Jakub Janda           | CZE  | 141,0 - 138,5 m | 257,2        |
| 8.  | David Zauner          | AUT  | 131,5 - 140,0 m | 253,9        |
| 9.  | Andreas Kofler        | NOR  | 134,5 - 138,0 m | 250,6        |
| 10. | Michael Uhrmann       | GER  | 131,0 - 138,5 m | 250,5        |
| 14. | Jernej Damjan         | SLO  | 133,5 - 129,0 m | 234,5        |
| 15. | Ville Larinto         | FIN  | 134,0 - 129,5 m | 233,0        |
| 17. | Fumihisa Yumoto       | JPN  | 133,5 - 127,5 m | 231,6        |
| 20. | Grzegorz Miętus       | POL  | 135,0 - 125,5 m | 220,7        |
| 22. | Jan Matura            | CZE  | 134,5 - 123,0 m | 219,4        |
| 28. | Robert Hrgota         | SLO  | 128,0 - 124,5 m | 207,1        |
| 33. | Olli Muotka           | FIN  | 129,0 m         | 106,9        |
| 34. | Kazuya Yoshioka       | JPN  | 129,0 m         | 106,6        |

#### Tussenstand na vier wedstrijden
| #  | Land       | Puntentotaal |
| -- | ---------- | ------------ |
| 1. | Oostenrijk | 3374,2       |
| 2. | Noorwegen  | 3338,8       |
| 3. | Duitsland  | 3120,3       |
| 4. | Slovenië   | 3026,7       |
| 5. | Tsjechië   | 2963,6       |
| 6. | Finland    | 2950,4       |
| 7. | Polen      | 2517,0       |
| 8. | Japan      | 2328,8       |

#### Teamwedstrijd
| #  | Land       | Atleten                  | Sprongen        | Puntentotaal |
| -- | ---------- | ------------------------ | --------------- | ------------ |
| 1. | Duitsland  | Michael Neumayer         | 138,5 - 136,5 m | 965,5        |
| 1. | Duitsland  | Pascal Bodmer            | 124,0 - 133,5 m | 965,5        |
| 1. | Duitsland  | Martin Schmitt           | 131,5 - 139,5 m | 965,5        |
| 1. | Duitsland  | Michael Uhrmann          | 141,5 - 141,5 m | 965,5        |
| 2. | Noorwegen  | Johan Remen Evensen      | 131,0 - 133,0 m | 959,6        |
| 2. | Noorwegen  | Tom Hilde                | 133,0 - 138,0 m | 959,6        |
| 2. | Noorwegen  | Anders Jacobsen          | 141,0 - 145,0 m | 959,6        |
| 2. | Noorwegen  | Bjørn Einar Romøren      | 132,0 - 130,0 m | 959,6        |
| 3. | Oostenrijk | Florian Schabereiter     | 127,5 - 132,0 m | 937,1        |
| 3. | Oostenrijk | Michael Hayböck          | 139,5 - 141,5 m | 937,1        |
| 3. | Oostenrijk | Stefan Turnbichler       | 122,5 - 126,5 m | 937,1        |
| 3. | Oostenrijk | David Zauner             | 139,5 - 142,0 m | 937,1        |
| 4. | Slovenië   | Matic Kramarsic          | 123,5 - 123,0 m | 792,4        |
| 4. | Slovenië   | Jurij Tepes              | 131,0 - 126,5 m | 792,4        |
| 4. | Slovenië   | Rok Urbanc               | 124,5 - 118,5 m | 792,4        |
| 4. | Slovenië   | Robert Hrgota            | 128,0 - 125,0 m | 792,4        |
| 5. | Finland    | Olli Muotka              | 132,5 - 131,5 m | 789,17       |
| 5. | Finland    | Kai Kovaljeff            | 109,5 - 119,0 m | 789,17       |
| 5. | Finland    | Sami Niemi               | 115,0 - 115,0 m | 789,17       |
| 5. | Finland    | Ville Larinto            | 133,5 - 140,0 m | 789,17       |
| 6. | Japan      | Yuta Watase              | 116,5 - 109,9 m | 774,8        |
| 6. | Japan      | Akira Higashi            | 135,0 - 124,0 m | 774,8        |
| 6. | Japan      | Kazuya Yoshioka          | 114,5 - 121,5 m | 774,8        |
| 6. | Japan      | Fumihisa Yumoto          | 134,5 - 136,5 m | 774,8        |
| 7. | Frankrijk  | Vincent Descombes Sevoie | 123,0 - 113,5 m | 730,3        |
| 7. | Frankrijk  | David Lazzaroni          | 128,0 - 129,0 m | 730,3        |
| 7. | Frankrijk  | Alexandre Mabboux        | 107,0 - 113,5 m | 730,3        |
| 7. | Frankrijk  | Emmanuel Chedal          | 122,0 - 140,0 m | 730,3        |
| 8. | Tsjechië   | Borek Sedlak             | 119,0 - 120,0 m | 721,0        |
| 8. | Tsjechië   | Cestmir Kozisek          | 103,0 - 127,0 m | 721,0        |
| 8. | Tsjechië   | Ondrej Vaculik           | 116,0 - 111,0 m | 721,0        |
| 8. | Tsjechië   | Jan Matura               | 132,5 - 135,0 m | 721,0        |

#### Eindstand na vijf wedstrijden
| #  | Land       | Atleten | Puntentotaal |
| -- | ---------- | --- | ------------ |
| 1. | Oostenrijk | Martin Koch Andreas Kofler Wolfgang Loitzl Gregor Schlierenzauer Thomas Morgenstern Florian Schabereiter Michael Hayböck Stefan Turnbichler David Zauner | 4311,3       |
| 2. | Noorwegen  | Johan Remen Evensen Tom Hilde Anders Jacobsen Bjørn Einar Romøren                                                                                        | 4298,4       |
| 3. | Duitsland  | Michael Neumayer Maximilian Mechler Severin Freund Michael Uhrmann Pascal Bodmer                                                                         | 4085,8       |
| 4. | Slovenië   | Jurij Tepes Primoz Pikl Jernej Damjan Robert Kranjec Robert Hrgota Matic Kramarsic Rok Urbanc                                                            | 3819,1       |
| 5. | Finland    | Matti Hautamäki Kalle Keituri Janne Ahonen Harri Olli Olli Muotka Ville Larinto Sami Niemi Kai Kovaljeff                                                 | 3739,5       |
| 6. | Tsjechië   | Ondrej Vaculik Borek Sedlak Jan Matura Antonin Hajek Jakub Janda Cestmir Kozisek                                                                         | 3684,6       |
| 7. | Japan      | Shuji Endo Akira Higashi Kazuya Yoshioka Yuta Watase Fumihisa Yumoto                                                                                     | 3103,6       |
| 8. | Polen      | Lukas Rutkowski Jakub Kot Marcin Bachleda Adam Małysz Grzegorz Mietus Andrzej Zapotoczny Marcin Bachleda                                                 | 2801,9       |

2009 ·
2010 ·
2011 ·
2012 ·
2013